# Ласунский, Олег Григорьевич
Оле́г Григо́рьевич Ласу́нский (род. 5 мая 1936 года, Выползово, Калининская область, РСФСР, СССР) — советский и российский библиограф, библиофил, книговед, литературовед и преподаватель, Почётный гражданин Воронежа (2011).

## Биография
Родился 5 мая 1936 года в Выползове. Вскоре после рождения переехал в Воронеж и после окончания средней школы в 1953 году поступил на историко-филологический факультет Воронежского государственного университета, который окончил в 1958 году, затем поступил в аспирантуру того же факультета,
С 1969 работает преподавателем Воронежского государственного университета, кандидат филологических наук, доцент. Член Союза писателей СССР с 1973 года.
В 2011 году ему было присвоено звание Почётного гражданина Воронежа.
В 2012 году удостоен премии Правительства Российской Федерации в области культуры.

## Научные работы
Основные научные работы посвящены библиографоведению и библиофильству. Автор ряда научных работ.

## Членство в обществах
- Сопредседатель Всероссийской ассоциации библиофилов (1990—?).
- Член Археографической комиссии РАН.
- Член Союза писателей СССР (1973—1991).
- Член Союза российских писателей (с 1991 года по наст. время).